# Florida State Road 228
Die Florida State Road 228 (kurz FL 228) ist eine State Route im US-Bundesstaat Florida, die in Ost-West-Richtung verläuft.
Die State Road beginnt am U.S. Highway 90 in Macclenny und endet nach 42 Kilometern im Zentrum von Jacksonville.

## Verlauf
Ab Macclenny verläuft die State Road zunächst in südöstlicher Richtung und trifft im Südosten der Stadt auf die Interstate 10 sowie in Maxville auf den U.S. Highway 301 und die Florida State Road 200. Die Straße führt danach in Richtung Osten und passiert im Südosten den Cecil Field Airport. Kurz darauf zweigt die State Road 134 ab.
Auf dem Stadtgebiet von Jacksonville passiert die FL 228 anschließend den Herlong Airport und trifft kurz darauf auf die Interstate 295 sowie auf die State Roads 103 und 111. Ab der Kreuzung mit dem U.S. Highway 17 nutzen sie eine gemeinsame Trasse, die etwa ein Kilometer nördlich in die Interstate 10 übergeht. Nach dem Ende der I-10 nutzen sie die Interstate 95 in Richtung Norden. An der Exit 353 verlassen sie die Interstate und verlaufen zusammen mit dem U.S. Highway 23 in Richtung Osten. Die FL 228 endet anschließend im Zentrum von Jacksonville.